# Quentin Lespiaucq-Brettes
Quentin Lespiaucq-Brettes (Francia, 16 de febrero de 1995) es un jugador profesional francés de rugby que se desempeña en la posición de hooker en Stade Rochelais, equipo perteneciente a la liga Top 14.

## Carrera
Lespiaucq-Brettes es un jugador de formación francesa (JIFF). Comenzó su carrera deportiva con el equipo Mugron, en el cual jugó seis temporadas (2004-2010), después pasó a Union Sportive Dacquoise (2010-2015), luego a Section Paloise (2015-2022), posteriormente a Stade Rochelais, donde lleva jugando dos temporadas.